# Llengües de Colòmbia

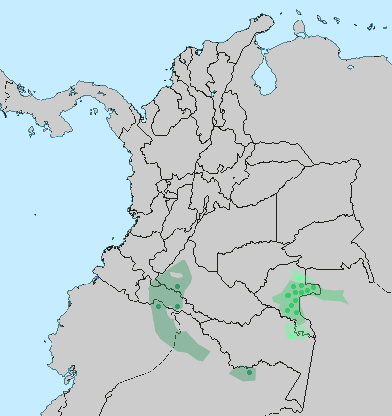
Llengües tucanes són una de les famílies de llengües indígenes amb més llengües en territori colombià: Tukano oriental (verd herba), Tukano central (verd turquesa) i Tukano occidental (verda ampolla). Els punts indiquen posicions documentades de les llengües, l'àrees probables d'extensió abans del.

Aquest és un article sobre les llengües de Colòmbia. A Colòmbia, a més del castellà es parlen més d'una seixantena de llengües indígenes, el nombre concret varia lleugerament, ja que alguns autors consideren com a llengües diferents el que uns altres consideren que són varietats o dialectes de la mateixa llengua:
- Les millors estimacions comptabilitzaven 66 llengües indígenes parlades a Colòmbia, que s'agrupen en més de 20 famílies o unitats filogenètiques (algunes d'elles consisteixen en una sola llengua aïllada), parlades per prop de mig milió d'indígenes.[1]
- D'acord amb Ethnologue a Colòmbia hi ha una centena d'idiomes o llengües, de les quals 80 són llengües vives i 21 estan extintes.

## Legislació lingüística
La constitució assenyala a l'idioma castellà com l'idioma oficial de Colòmbia i reconeix a les llengües dels grups ètnics com a oficials en el seu territori. És obligatori l'ensenyament bilingüe a la zones amb tradició lingüística pròpia.

## Espanyol de Colòmbia
Les variants locals del castellà inclouen nombrosos dialectes molt distintius, com el cundiboyacense (Cundinamarca i Boyacá), el paisa (d'Antioquia i el Viejo Caldas), el valluno (del Vall del Cauca), el rolo (de Cundinamarca i el centre del país), el costeño de la regió Carib, el pastuso (de Nariño), el patojo (del Cauca), l'opita (de Huila i Tolima), el santandereano i el chocuano.

## Llengües indígenes

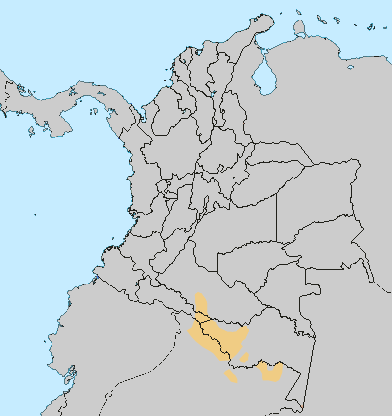
llengües bora-witoto una de les famílies més extenses al sud de Colòmbia, junt amb les llengües tucanes.

Més de 60 llengües aborígens es mantenen vives. Les principals famílies de llengües indígenes de Colòmbia són:
- Les llengües arawak, com el wayuunaiki de La Guajira i l'achagua i el piapoco al SE del país.
- Les llengües barbacoanes, a Nariño i el Cauca
- Les llengües bora-witoto, al departament de Putumayo.
- Les llengües carib, a Amazonas, Guaviare i Cesar.
- Les llengües txibtxa a la Sierra Nevada de Santa Marta i el Cocuy.
- Les llengües chocó, com l'emberà i el wounaan.
- Les llengües guahibanes, a Llanos de l'Orinoco.
- Les llengües makú, al Riu Vaupés i Guaviare.
- Les llengües quítxues, al S. del país.
- Les llengües tucanes, al SE. i S. del país.

A més hi ha un nombre significatiu de llengües aïllades o no classificades:
- L'andoque al riu Caquetá.
- El camsá a la vall de Sibundoy (Putumayo).
- El nasa yuwe a Cauca.
- El sáliba-piaroa en Vichada.
- El tikuna al triangle de Leticia.

També es parlen llengües barbacoanes al costat de la frontera amb Equador, llengües caribs en el N. del país, nheengatu l'extrem SE del país. Anteriorment es van parlar el betoi, llengües aïllades com l'andaquí i el tinigua i un cert nombre de llengües sense classificar.

### Classificació
El següent quadre classifica unes 80 llengües de Colòmbia, que s'agrupen en 11 famílies a més de més d'una quinzena de llengües aïllades o no classificades. Les llengües extintes s'indiquen amb el signe (†).
| Classificació de les llengües indígenes de Colòmbia | | |                       |                                          |
| Família | Grup | Grup | Llengua               | Territori                                |
| Llengües arawak Es tracta de la família de llengües ameríndies amb més llengües a Sud-amèrica. | Arawak septentrional | Arawak septentrional | Wayuunaiki            | La Guajira                               |
| Llengües arawak Es tracta de la família de llengües ameríndies amb més llengües a Sud-amèrica. | Arawak septentrional | Arawak septentrional | Achagua               | Meta                                     |
| Llengües arawak Es tracta de la família de llengües ameríndies amb més llengües a Sud-amèrica. | Arawak septentrional | Arawak septentrional | Kurripako             | riu Içana                                |
| Llengües arawak Es tracta de la família de llengües ameríndies amb més llengües a Sud-amèrica. | Arawak septentrional | Arawak septentrional | Cabiyarí              | riu Mirití-paraná                        |
| Llengües arawak Es tracta de la família de llengües ameríndies amb més llengües a Sud-amèrica. | Arawak septentrional | Arawak septentrional | Maipure (†)           | Vichada                                  |
| Llengües arawak Es tracta de la família de llengües ameríndies amb més llengües a Sud-amèrica. | Arawak septentrional | Arawak septentrional | Piapoco               | Guainía, Vichada, Meta                   |
| Llengües barbacoanes La família barbacoana fou identificada com a grup separat de les llengües txibtxa recentment. | Awano | Awano | Awá pit               | Nariño                                   |
| Llengües barbacoanes La família barbacoana fou identificada com a grup separat de les llengües txibtxa recentment. | Awano | Awano | Barbacoa (†)          | Nariño                                   |
| Llengües barbacoanes La família barbacoana fou identificada com a grup separat de les llengües txibtxa recentment. | Awano | Awano | Pasto (†)             | Nariño                                   |
| Llengües barbacoanes La família barbacoana fou identificada com a grup separat de les llengües txibtxa recentment. | Awano | Awano | Sindagua (†)          | Nariño                                   |
| Llengües barbacoanes La família barbacoana fou identificada com a grup separat de les llengües txibtxa recentment. | Coconucan | Coconucan | Coconuco (†)          | Cauca                                    |
| Llengües barbacoanes La família barbacoana fou identificada com a grup separat de les llengües txibtxa recentment. | Coconucan | Coconucan | Guambià               | Cauca                                    |
| Llengües barbacoanes La família barbacoana fou identificada com a grup separat de les llengües txibtxa recentment. | Coconucan | Coconucan | Totoró                | Cauca                                    |
| Llengües bora-witoto Alguns autors qüestionen que les llengües bora i les llengües huitoto formin una única família degut a les grans divergències entre els dos grups.                                                                                            | Bora | Bora | Bora                  | Amazones                                 |
| Llengües bora-witoto Alguns autors qüestionen que les llengües bora i les llengües huitoto formin una única família degut a les grans divergències entre els dos grups.                                                                                            | Bora | Bora | Miraña                | Amazonas                                 |
| Llengües bora-witoto Alguns autors qüestionen que les llengües bora i les llengües huitoto formin una única família degut a les grans divergències entre els dos grups.                                                                                            | Bora | Bora | Muinane               | Amazonas                                 |
| Llengües bora-witoto Alguns autors qüestionen que les llengües bora i les llengües huitoto formin una única família degut a les grans divergències entre els dos grups.                                                                                            | Witoto | Witoto | Meneca-Murui          | Amazonas                                 |
| Llengües bora-witoto Alguns autors qüestionen que les llengües bora i les llengües huitoto formin una única família degut a les grans divergències entre els dos grups.                                                                                            | Witoto | Witoto | Nonuya                | Amazonas                                 |
| Llengües bora-witoto Alguns autors qüestionen que les llengües bora i les llengües huitoto formin una única família degut a les grans divergències entre els dos grups.                                                                                            | Witoto | Witoto | Ocaina                | Amazonas                                 |
| Llengües caribs . | Septentrional | Costaner | Yukpa                 | Cesar                                    |
| Llengües caribs . | Septentrional | Costaner | Opón-carare (†)       | Santander                                |
| Llengües caribs . | Meridional | SE Colòmbia | Carijona              | Amazonas, Guaviare                       |
| Llengües txibtxa | Magdalènic | Arhuac | Ika (arhuac)          | Cesar, Magdalena                         |
| Llengües txibtxa | Magdalènic | Arhuac | Kankuí                | Cesar                                    |
| Llengües txibtxa | Magdalènic | Arhuac | Kogui                 | Magdalena                                |
| Llengües txibtxa | Magdalènic | Arhuac | Tairona               | Magdalena, La Guajira, Cesar             |
| Llengües txibtxa | Magdalènic | Arhuac | Wiwa                  | Cesar                                    |
| Llengües txibtxa | Magdalènic | Cundicocúyic | Duit                  | Boyacá                                   |
| Llengües txibtxa | Magdalènic | Cundicocúyic | Muisca                | Cundinamarca, Boyacá                     |
| Llengües txibtxa | Magdalènic | Cundicocúyic | Guane                 | Santander                                |
| Llengües txibtxa | Magdalènic | Cundicocúyic | Tunebo                | ARA, BOY, NSA, SAN                       |
| Llengües txibtxa | Magdalènic | Barí | Barí                  | Cesar, Norte de Santander                |
| Llengües txibtxa | Magdalènic | Chimila | Chimila               | Magdalena                                |
| Llengües txibtxa | Ístmic | Kuna | Kuna                  | Urabá, riu Atrato                        |
| Llengües chocó Agrupades freqüentment amb la família txibtxa i el paez en un grup macrotxibtxa actualment no hi ha arguments sòlids per a sostenir aquest parentiu.                                                                                                | Emberà | Emberà | Emberà                | Costa del Pacífic                        |
| Llengües chocó Agrupades freqüentment amb la família txibtxa i el paez en un grup macrotxibtxa actualment no hi ha arguments sòlids per a sostenir aquest parentiu.                                                                                                | Wounaan | Wounaan | Wounaan               | Chocó, Cauca, Vall del Cauca             |
| Llengües guahibanes Alguns autors integren aquesta família de llengües junt amb les llengües maipureanes dins del filum macroarahuacan encara que aquesta agrupació no s'accepta universalment.                                                                    | Septentrional | Septentrional | Hitnü                 | Arauca                                   |
| Llengües guahibanes Alguns autors integren aquesta família de llengües junt amb les llengües maipureanes dins del filum macroarahuacan encara que aquesta agrupació no s'accepta universalment.                                                                    | Septentrional | Septentrional | Hitanü                | Arauca                                   |
| Llengües guahibanes Alguns autors integren aquesta família de llengües junt amb les llengües maipureanes dins del filum macroarahuacan encara que aquesta agrupació no s'accepta universalment.                                                                    | Central | Central | Sikuani (Guahibo)     | Meta, Vichada, Arauca, Guainía, Guaviare |
| Llengües guahibanes Alguns autors integren aquesta família de llengües junt amb les llengües maipureanes dins del filum macroarahuacan encara que aquesta agrupació no s'accepta universalment.                                                                    | Central | Central | Cuiba                 | Casanare, Vichada, Arauca                |
| Llengües guahibanes Alguns autors integren aquesta família de llengües junt amb les llengües maipureanes dins del filum macroarahuacan encara que aquesta agrupació no s'accepta universalment.                                                                    | Meridional | Meridional | Guayabero             | Meta, Guaviare                           |
| Llengües makú Alguns autors consideren que el makú meridional sí forma una família però rebutja que aquest grup estigui relacionat amb el makú septentrional. | Septentrional | Kakwa-Nukak | Kakwa                 | rius Papurí i baix Vaupés                |
| Llengües makú Alguns autors consideren que el makú meridional sí forma una família però rebutja que aquest grup estigui relacionat amb el makú septentrional. | Septentrional | Kakwa-Nukak | Nukak                 | Guaviare                                 |
| Llengües makú Alguns autors consideren que el makú meridional sí forma una família però rebutja que aquest grup estigui relacionat amb el makú septentrional. | Septentrional | Puninave | Puinave               | Guainía                                  |
| Llengües makú Alguns autors consideren que el makú meridional sí forma una família però rebutja que aquest grup estigui relacionat amb el makú septentrional. | Nadajup | Jup | Yuhup                 | rius Japurá i Tiquié                     |
| Llengües makú Alguns autors consideren que el makú meridional sí forma una família però rebutja que aquest grup estigui relacionat amb el makú septentrional. | Nadajup | Jup | Hup                   | rius Papurí i Tiquié                     |
| Llengües quítxues Aquestes llengües constitueixen una família de llengües diferents ja que no totes les varietats de quítxues són intercomprensibles. | Quítxua perifèric | Chinchay (Q II-B) | Quítxua septentrional | Cauca, Nariño, Putumayo                  |
| Llengües salibanes . | Sáliba | Sáliba | Sáliba                | Arauca, Casanare                         |
| Llengües salibanes . | Piaroa | Piaroa | Piaroa                | Vichada                                  |
| Llengües tucanes . | Occidental | Nord-occidental | Koreguaje             | riu Orteguaza                            |
| Llengües tucanes . | Occidental | Nord-occidental | Siona                 | riu Putumayo                             |
| Llengües tucanes . | Central | nord | Cubeo                 | Rius Vaupés, Cuduyarí Querarí, Pirabotón |
| Llengües tucanes . | Central | sud | Tanimuca              | Rius Guacayá, Mirití Oikayá, Aporis      |
| Llengües tucanes . | Oriental | nord | Piratapuya            | Riu Papurí                               |
| Llengües tucanes . | Oriental | nord | dahseyé               | Riu Papurí, Caño Paca                    |
| Llengües tucanes . | Oriental | nord | Wanano                | Vaupés                                   |
| Llengües tucanes . | Oriental | centre | Bará                  | Colorado, Fríjol Lobo, Tiquié            |
| Llengües tucanes . | Oriental | centre | Desano                | Riu Vaupés                               |
| Llengües tucanes . | Oriental | centre | Siriano               | Riu Vaupés                               |
| Llengües tucanes . | Oriental | centre | Tatuyo                | Riu Vaupés                               |
| Llengües tucanes . | Oriental | centre | Tuyuca                | Tiquié                                   |
| Llengües tucanes . | Oriental | centre | Yurutí                | Riu Vaupés                               |
| Llengües tucanes . | Oriental | sud | Barasana              | Riu Vaupés                               |
| Llengües tucanes . | Oriental | sud | Carapana              | Vaupés                                   |
| Llengües tucanes . | Oriental | sud | Macuna                | Vaupés                                   |
| Llengües aïllades S'ha intentat agrupar aquestes llengües en famílies més àmplies, encara que sense èxit. | Llengües aïllades S'ha intentat agrupar aquestes llengües en famílies més àmplies, encara que sense èxit. | Llengües aïllades S'ha intentat agrupar aquestes llengües en famílies més àmplies, encara que sense èxit. | Andoque               | riu Caquetá                              |
| Llengües aïllades S'ha intentat agrupar aquestes llengües en famílies més àmplies, encara que sense èxit. | Llengües aïllades S'ha intentat agrupar aquestes llengües en famílies més àmplies, encara que sense èxit. | Llengües aïllades S'ha intentat agrupar aquestes llengües en famílies més àmplies, encara que sense èxit. | Ticuna                | Leticia, Puerto Nariño                   |
| Llengües aïllades S'ha intentat agrupar aquestes llengües en famílies més àmplies, encara que sense èxit. | Llengües aïllades S'ha intentat agrupar aquestes llengües en famílies més àmplies, encara que sense èxit. | Llengües aïllades S'ha intentat agrupar aquestes llengües en famílies més àmplies, encara que sense èxit. | Betoi (†)             | Casanare                                 |
| Llengües aïllades S'ha intentat agrupar aquestes llengües en famílies més àmplies, encara que sense èxit. | Llengües aïllades S'ha intentat agrupar aquestes llengües en famílies més àmplies, encara que sense èxit. | Llengües aïllades S'ha intentat agrupar aquestes llengües en famílies més àmplies, encara que sense èxit. | Camsá                 | Putumayo                                 |
| Llengües aïllades S'ha intentat agrupar aquestes llengües en famílies més àmplies, encara que sense èxit. | Llengües aïllades S'ha intentat agrupar aquestes llengües en famílies més àmplies, encara que sense èxit. | Llengües aïllades S'ha intentat agrupar aquestes llengües en famílies més àmplies, encara que sense èxit. | Cofán                 | Nariño, Putumayo                         |
| Llengües aïllades S'ha intentat agrupar aquestes llengües en famílies més àmplies, encara que sense èxit. | Llengües aïllades S'ha intentat agrupar aquestes llengües en famílies més àmplies, encara que sense èxit. | Llengües aïllades S'ha intentat agrupar aquestes llengües en famílies més àmplies, encara que sense èxit. | Tinigua-pamigua (†)   | Meta, Caquetá                            |
| Llengües no classificades A més existeix un conjunt de llengües amb documentació molt escassa i referències a llengües de pobles extingits, que no han pogut ser classificades per falta d'informació. Vegeu per exemple llengües no classificades de Sud-amèrica. | Llengües no classificades A més existeix un conjunt de llengües amb documentació molt escassa i referències a llengües de pobles extingits, que no han pogut ser classificades per falta d'informació. Vegeu per exemple llengües no classificades de Sud-amèrica. | Llengües no classificades A més existeix un conjunt de llengües amb documentació molt escassa i referències a llengües de pobles extingits, que no han pogut ser classificades per falta d'informació. Vegeu per exemple llengües no classificades de Sud-amèrica. | Llengua páez          | Cauca, Huila, Vall del Cauca             |
| Llengües no classificades A més existeix un conjunt de llengües amb documentació molt escassa i referències a llengües de pobles extingits, que no han pogut ser classificades per falta d'informació. Vegeu per exemple llengües no classificades de Sud-amèrica. | Llengües no classificades A més existeix un conjunt de llengües amb documentació molt escassa i referències a llengües de pobles extingits, que no han pogut ser classificades per falta d'informació. Vegeu per exemple llengües no classificades de Sud-amèrica. | Llengües no classificades A més existeix un conjunt de llengües amb documentació molt escassa i referències a llengües de pobles extingits, que no han pogut ser classificades per falta d'informació. Vegeu per exemple llengües no classificades de Sud-amèrica. | Andaquí (†)           | Departament de Caquetá                   |
| Llengües no classificades A més existeix un conjunt de llengües amb documentació molt escassa i referències a llengües de pobles extingits, que no han pogut ser classificades per falta d'informació. Vegeu per exemple llengües no classificades de Sud-amèrica. | Llengües no classificades A més existeix un conjunt de llengües amb documentació molt escassa i referències a llengües de pobles extingits, que no han pogut ser classificades per falta d'informació. Vegeu per exemple llengües no classificades de Sud-amèrica. | Llengües no classificades A més existeix un conjunt de llengües amb documentació molt escassa i referències a llengües de pobles extingits, que no han pogut ser classificades per falta d'informació. Vegeu per exemple llengües no classificades de Sud-amèrica. | Colima (†)            | Cundinamarca                             |
| Llengües no classificades A més existeix un conjunt de llengües amb documentació molt escassa i referències a llengües de pobles extingits, que no han pogut ser classificades per falta d'informació. Vegeu per exemple llengües no classificades de Sud-amèrica. | Llengües no classificades A més existeix un conjunt de llengües amb documentació molt escassa i referències a llengües de pobles extingits, que no han pogut ser classificades per falta d'informació. Vegeu per exemple llengües no classificades de Sud-amèrica. | Llengües no classificades A més existeix un conjunt de llengües amb documentació molt escassa i referències a llengües de pobles extingits, que no han pogut ser classificades per falta d'informació. Vegeu per exemple llengües no classificades de Sud-amèrica. | Malibú (†)            | Tamalameque, Tenerife                    |
| Llengües no classificades A més existeix un conjunt de llengües amb documentació molt escassa i referències a llengües de pobles extingits, que no han pogut ser classificades per falta d'informació. Vegeu per exemple llengües no classificades de Sud-amèrica. | Llengües no classificades A més existeix un conjunt de llengües amb documentació molt escassa i referències a llengües de pobles extingits, que no han pogut ser classificades per falta d'informació. Vegeu per exemple llengües no classificades de Sud-amèrica. | Llengües no classificades A més existeix un conjunt de llengües amb documentació molt escassa i referències a llengües de pobles extingits, que no han pogut ser classificades per falta d'informació. Vegeu per exemple llengües no classificades de Sud-amèrica. | Mocana (†)            | Cartagena de Indias                      |
| Llengües no classificades A més existeix un conjunt de llengües amb documentació molt escassa i referències a llengües de pobles extingits, que no han pogut ser classificades per falta d'informació. Vegeu per exemple llengües no classificades de Sud-amèrica. | Llengües no classificades A més existeix un conjunt de llengües amb documentació molt escassa i referències a llengües de pobles extingits, que no han pogut ser classificades per falta d'informació. Vegeu per exemple llengües no classificades de Sud-amèrica. | Llengües no classificades A més existeix un conjunt de llengües amb documentació molt escassa i referències a llengües de pobles extingits, que no han pogut ser classificades per falta d'informació. Vegeu per exemple llengües no classificades de Sud-amèrica. | Muzo (†)              | Cundinamarca                             |
| Llengües no classificades A més existeix un conjunt de llengües amb documentació molt escassa i referències a llengües de pobles extingits, que no han pogut ser classificades per falta d'informació. Vegeu per exemple llengües no classificades de Sud-amèrica. | Llengües no classificades A més existeix un conjunt de llengües amb documentació molt escassa i referències a llengües de pobles extingits, que no han pogut ser classificades per falta d'informació. Vegeu per exemple llengües no classificades de Sud-amèrica. | Llengües no classificades A més existeix un conjunt de llengües amb documentació molt escassa i referències a llengües de pobles extingits, que no han pogut ser classificades per falta d'informació. Vegeu per exemple llengües no classificades de Sud-amèrica. | Panche (†)            | Cundinamarca                             |
| Llengües no classificades A més existeix un conjunt de llengües amb documentació molt escassa i referències a llengües de pobles extingits, que no han pogut ser classificades per falta d'informació. Vegeu per exemple llengües no classificades de Sud-amèrica. | Llengües no classificades A més existeix un conjunt de llengües amb documentació molt escassa i referències a llengües de pobles extingits, que no han pogut ser classificades per falta d'informació. Vegeu per exemple llengües no classificades de Sud-amèrica. | Llengües no classificades A més existeix un conjunt de llengües amb documentació molt escassa i referències a llengües de pobles extingits, que no han pogut ser classificades per falta d'informació. Vegeu per exemple llengües no classificades de Sud-amèrica. | Pijao (†)             | Tolima                                   |
| Llengües no classificades A més existeix un conjunt de llengües amb documentació molt escassa i referències a llengües de pobles extingits, que no han pogut ser classificades per falta d'informació. Vegeu per exemple llengües no classificades de Sud-amèrica. | Llengües no classificades A més existeix un conjunt de llengües amb documentació molt escassa i referències a llengües de pobles extingits, que no han pogut ser classificades per falta d'informació. Vegeu per exemple llengües no classificades de Sud-amèrica. | Llengües no classificades A més existeix un conjunt de llengües amb documentació molt escassa i referències a llengües de pobles extingits, que no han pogut ser classificades per falta d'informació. Vegeu per exemple llengües no classificades de Sud-amèrica. | Yarí                  | Departament de Caquetá                   |
| Llengües no classificades A més existeix un conjunt de llengües amb documentació molt escassa i referències a llengües de pobles extingits, que no han pogut ser classificades per falta d'informació. Vegeu per exemple llengües no classificades de Sud-amèrica. | Llengües no classificades A més existeix un conjunt de llengües amb documentació molt escassa i referències a llengües de pobles extingits, que no han pogut ser classificades per falta d'informació. Vegeu per exemple llengües no classificades de Sud-amèrica. | Llengües no classificades A més existeix un conjunt de llengües amb documentació molt escassa i referències a llengües de pobles extingits, que no han pogut ser classificades per falta d'informació. Vegeu per exemple llengües no classificades de Sud-amèrica. | Yurí                  | Amazonas                                 |

## Llengües criolles
També és important destacar les llengües criolles de comunitats afrocolombianes: el crioll palenquero del Palenque de San Basilio (Bolívar) i l'anglès crioll sanandresano, a l'arxipèlag de San Andrés y Providencia.
En els col·legis bilingües el més ensenyat és l'anglès.